# Покора (герб)
Покора (пол. Pokora) — польский дворянский герб.

## Описание
В голубом поле лошадиная подкова, шипами обращённая вниз, поперек её положен ключ, бородка которого имеет вид креста. Начало этого герба относят ко времени короля Владислава Германа.

## Герб используют
Chmieliński, Cichnicki, Ciechnicki, Golimuntowicz, Gutwiński, Kęstowicz, Kiwilewski, Kossopolański, Kozopolański, Kulicki, Kuliński, Lialański, Lichtański, Lichtyński, Lulkowski, Pokora, Pokorski, Pol, Polakowski, Polański, Puntus, Puzik.